# 에리크 구티에레스
에리크 가브리엘 구티에레스 갈라비스(스페인어: Érick Gabriel Gutiérrez Galaviz, 1995년 6월 15일 ~ )는 멕시코의 축구 선수이다. 포지션은 미드필더이다. 현재 멕시코 리가 MX의 과달라하라 소속이다.